# Carex jinfoshanensis
Espèce
Classification phylogénétique
Carex jinfoshanensis est une espèce des plantes du genre Carex et de la famille des Cyperaceae.